# 表皮
表皮（英語：Cuticle）是生物体的一部分，它是覆盖在生物体表面的非矿物，它坚硬而柔韧，能对生物体提供保护。各种类型的表皮是非同源的，它们的来源、结构、功能和化学组成各不相同。

## 人体解剖学

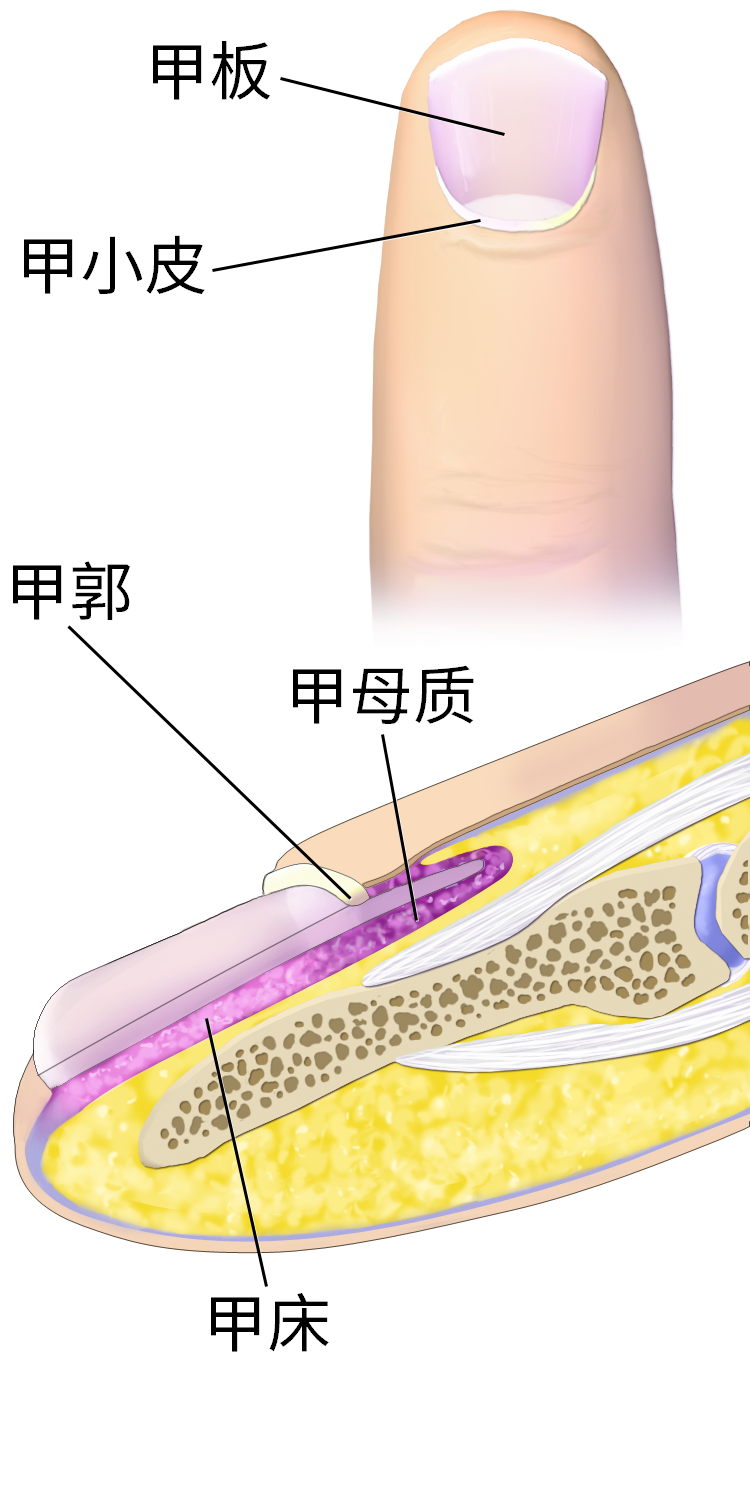
人类指甲基本部分的解剖

在人体解剖学中，“表皮”可以指多种结构，但通常用来指皮肤的表皮，即外层皮肤。表皮为下层皮肤保持水分，并阻挡环境细菌。

## 无脊椎动物
在动物学中，在许多无脊椎动物，特别是蛔虫和节肢动物的表皮之外，有一个多层结构，这就是无脊椎动物的表皮，它们形成了外骨骼（参见节肢动物的外骨骼）。蛔虫表皮的主要成分是蛋白质、高度交联的胶原蛋白和被称为“cuticlins”的特殊不可溶性蛋白质，以及醣蛋白和脂类。节肢动物表皮的主要成分是甲壳素、多糖组成的N-乙酰葡糖胺单元，以及蛋白质和油脂。蛋白质和甲壳素是交联的。刚性是蛋白质类型和甲壳素数量的函数。据认为，表皮细胞产生蛋白质，并监测蛋白质加入表皮的时间和数量。通常，在节肢动物的表皮中，能够观察到产生结构色的纳米结构。

## 植物

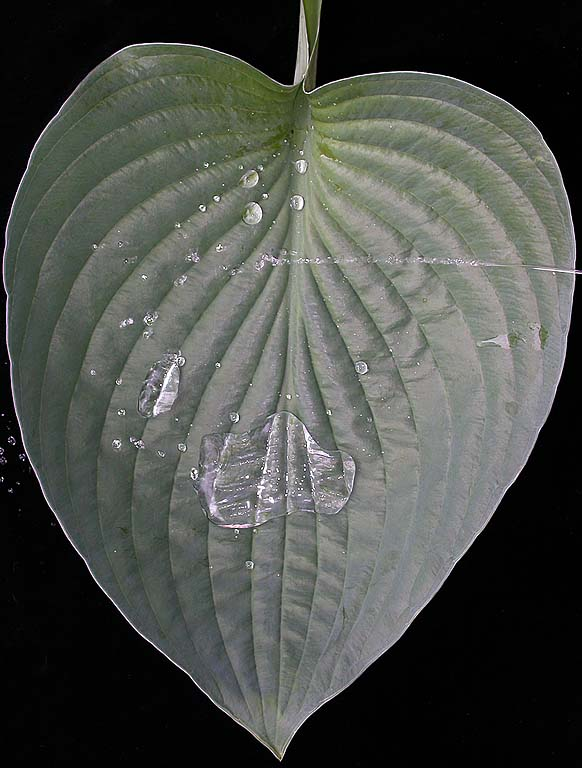
“无梗玉簪”（Hosta sieboldiana）叶角质层上覆盖着表皮蜡质，使其疏水。水无法浸润表皮，只能形成水珠并滑落，从而将灰尘和可溶解污染物带走。这种自我清洁的性质在技术期刊被称为“ultrahydrophobicity”或“ultralyophobicity”。它更普遍地被称为荷叶效应。

植物角质层是由叶子、幼芽和所有其它暴露在空气中的植物器官的表皮细胞产生的保护性、疏水性的蠟狀物質，其主要成分是覆盖着蜡的角质或胶膜，功能為减少水分的损失、阻止水和水溶性物质的滲透、與减少病原体侵入。表皮既可以防止植物表面被浸润，亦有助于防止植物表面乾燥，仙人掌等旱生植物有非常厚的表皮，以便它们在干旱的气候中生存；而生長在海邊的植物也可能有较厚的表皮，以保护它们免受盐的毒害影响；莲花等水生植物對水的抗性很高，此抗性不單純是蜡状涂层的物理與化学效果，而是其表面的微观結構所致，蓮葉表面充滿蠟質而呈疏水性，且表面的微观结构凹凸不平，有時並呈碎形，水珠與葉面的接觸角很大，无法流入表面的小缝隙中，大大減小了液体和固体表面之间的接触区域，可大幅减少表面的浸润。某些植物的表皮也具有结构色，例如杜若屬的Pollia condensata。

## 真菌
某些蕈類的蕈傘上方有菌絲組成的表皮結構，稱為菌盖皮，其拉丁文名稱為“pileipellis”，其中pilei意指蕈傘，pellis則意指表皮。許多真菌學术语對菌蓋皮的形態作出了更精细的区分與描述，包括表皮狀、毛狀、上皮狀、擬子實層型、柵欄狀與圓孢狀等，可參見“菌盖皮”一文所述。